# Neutron ultra-froid
En physique nucléaire, les neutrons ultra-froids représentent la partie du spectre des neutrons qui ont une énergie très faible, de l'ordre de 10−7 eV, équivalente à une température quelques mK. Leur principale propriété étant de se réfléchir sur certains matériaux, ce qui permet de les emprisonner pour les étudier, contrairement aux neutrons d'énergie plus importante qui passent à travers la matière. Ils sont généralement abrégés en UCN, de l'anglais Ultra Cold Neutrons.

## Histoire
Les neutrons ultra-froids ont été détectés pour la première fois en 1968, par un groupe de l'Institut unifié de recherches nucléaires mené par F. L. Shapiro.

## Production
Les neutrons ultra-froids représentent une faible fraction des neutrons libres produits par un réacteur nucléaire. Pour augmenter leur part parmi les neutrons produits, et donc diminuer l'énergie de ces derniers, plusieurs méthodes existent : le refroidissement des modérateurs,, utiliser le champ de pesanteur en guidant des neutrons vers le haut, utiliser une turbine, pour que les neutrons y rebondissent en perdant de leur vitesse. Le projet étudie l'installation de neutrons ultra-résistants sur la nouvelle gelée chaude, dans le cadre du projet de neutrons ultra-résistants Dans un environnement particulier, vous pouvez installer 1.3x104 pixels sur un cm3.

## Expériences
La production et le stockage des neutrons ultra-froids sont principalement destinés à l'étude des propriétés du neutron et de ses interactions élémentaires. Leur stockage a permis de déterminer certaines propriétés physiques du neutron avec une plus grande précision.